# Mitsubishi-Jartazi-Protech/2008
Samenstelling van de wielerploeg Mitsubishi-Jartazi-Protech in 2008.
| Naam                               | Geboortedatum | Nationaliteit | Ploeg 2007                |
| ---------------------------------- | ------------- | ------------- | ------------------------- |
| Igor Abakoumov                     | 30-05-1981    | België        | Astana                    |
| Jan Boyen                          | 20-04-1970    | België        |                           |
| Yohan Cauquil                      | 04-03-1985    | Frankrijk     |                           |
| Geoffrey Coupe                     | 26-01-1981    | België        |                           |
| Mathieu Criquielion                | 27-04-1981    | België        |                           |
| Allan Davis (met ingang van 20-03) | 27-07-1980    | Australië     | Discovery Channel         |
| Hans Dekkers                       | 07-08-1981    | Nederland     | Agritubel                 |
| Frank Dressler                     | 30-09-1976    | Duitsland     | Differdange               |
| Mathieu Drouilly                   | 31-01-1986    | Frankrijk     |                           |
| Stefan van Dijk                    | 22-01-1976    | Nederland     | Wiesenhof                 |
| Grégory Habeaux                    | 20-10-1982    | België        |                           |
| Vytautas Kaupas                    | 01-04-1982    | Litouwen      |                           |
| Kalle Kriit                        | 13-11-1983    | Estland       |                           |
| Gennadi Michajlov                  | 08-02-1974    | Rusland       | Astana                    |
| Jens Mouris                        | 12-03-1980    | Nederland     | DFL-Cyclingnews-Litespeed |
| Jarno Van Mingeroet                | 23-09-1977    | België        |                           |
| Sven Nevens                        | 24-10-1983    | België        |                           |
| Geert Omloop                       | 12-02-1974    | België        |                           |
| Martial Ricci Poggi                | 25-09-1980    | Italië        |                           |
| Mindaugas Striska                  | 07-05-1984    | Litouwen      |                           |
| Janek Tombak                       | 22-07-1976    | Estland       |                           |
| Frank Vandenbroucke                | 06-11-1974    | België        | Acqua & Sapone            |
| James Vanlandschoot                | 26-08-1978    | België        | Landbouwkrediet           |
| Maxime Vantomme                    | 08-03-1986    | België        |                           |
| Geert Verheyen                     | 10-03-1973    | België        | Quick Step - Innergetic   |